# والری قازایشویلی
والری قازایشویلی (گرجی: ვალერი "ვაკო" ყაზაიშვილი؛ زادهٔ ۲۹ ژانویهٔ ۱۹۹۳) بازیکن فوتبال اهل گرجستان است.
از باشگاه‌هایی که در آن بازی کرده‌است می‌توان به باشگاه فوتبال لگیا ورشو، باشگاه فوتبال ویتس‌آرنهم، و باشگاه فوتبال سیونی بولنیسی اشاره کرد.
وی همچنین در تیم‌های ملی فوتبال زیر ۲۱ سال گرجستان و گرجستان بازی کرده‌است.